# Macrodiversità
Nel settore della comunicazione wireless, la macrodiversità è una specie di schema di diversità spaziale che utilizza più antenne riceventi o trasmittenti per trasferire lo stesso segnale. La distanza tra i trasmettitori è molto più lunga della lunghezza d'onda, al contrario della microdiversità in cui la distanza è nell'ordine o inferiore alla lunghezza d'onda.
In una rete cellulare o in una LAN wireless, la macrodiversità implica che le stazioni base sono generalmente situate in diversi siti o punti di accesso. La macrodiversità del ricevitore è una forma di combinazione di antenne e richiede un'infrastruttura che medi i segnali dalle antenne o dai ricevitori locali a un ricevitore o decodificatore centrale. La macrodiversità del trasmettitore può essere una forma di trasmissione simultanea, in cui lo stesso segnale viene inviato da più nodi. Se i segnali vengono inviati sullo stesso canale fisico (ad esempio la frequenza del canale e la sequenza di diffusione), si dice che i trasmettitori formino una rete a frequenza singola, termine usato soprattutto nel mondo della radiodiffusione.
L'obiettivo è combattere il fading, aumentare la potenza del segnale ricevuto e migliorare la qualità del segnale nelle posizioni esposte tra le stazioni base o i punti di accesso. La macrodiversità può anche rendere più efficienti servizi multicast, in cui lo stesso canale di frequenza può essere utilizzato per tutti i trasmettitori che inviano le stesse informazioni. Lo schema di diversità può essere basato sulla macrodiversità del trasmettitore (downlink) e/o del ricevitore (uplink).

## Esempi
- Trasferimento soft CDMA:
  - Trasferimento soft dell'UMTS.
- Le reti a frequenza singola (SFN) basate su OFDM e sull'equalizzazione del dominio di frequenza (FDE) sono una forma di macrodiversità del trasmettitore utilizzata nelle reti di trasmissione come DVB-T e DAB
  - Reti dinamiche a frequenza singola (DSFN), in cui uno schema di schedulazione adatta dinamicamente le formazioni SFN alle condizioni del traffico e/o alle condizioni del ricevitore
  - Handover della macrodiversità basato sullo standard IEEE 802.16e (MDHO)
  - Rete a frequenza singola multicast-broadcast (MBSFN) 3GPP a lungo termine (LTE), che consente di inviare in modo efficiente gli stessi dati a molti cellulari nelle celle adiacenti.
  - Diversità cooperativa, ad esempio trasmissione/ricezione multipunto coordinata (CoMP) 3GPP evoluzione a lungo termine (LTE), che consente di aumentare la velocità dei dati su un cellulare situato all'interno di una sovrapposizione di diversi intervalli di trasmissione della stazione base.

## Tipologie
La tipologia base della macrodiversità è chiamata macrodiversità per utente singolo. In questa tipologia, un singolo utente, che può avere più antenne, comunica con più stazioni base. Pertanto, a seconda del grado di libertà spaziale (DoF) del sistema, l'utente può trasmettere o ricevere più flussi di dati indipendenti da/verso le stazioni base nella stesso slot di tempo e frequenza.
- Macrodiversità a utente singolo
  - Macrodiversità in uplink
  - Macrodiversità in downlink

In una tipologia più avanzata di macrodiversità, più utenti distribuiti comunicano con più stazioni base distribuite nella stessa risorsa di tempo e frequenza. È stato dimostrato che questa tipologia di configurazione che utilizza in modo ottimale il DoF spaziale disponibile, aumenta in modo considerevolmente la capacità del sistema cellulare e la capacità dell'utente.
- Macrodiversità multiutente
  - Macrodiversity Multiple Access Channel (MAC) [2]
  - Macrodiversity broadcast channel (BC) [3] [4]

## Descrizione matematica

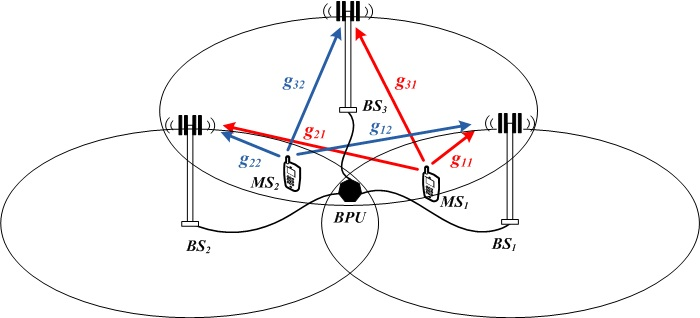
Tipico scenario di comunicazione uplink multiutente con macrodiversità con tre stazioni base (BS) e due stazioni mobili (MS). Tutte le BS sono collegate a un'unità di elaborazione back-haul (BPU).

Il sistema di macrodiversità multiutente con comunicazione uplink MIMO qui considerato è costituito da {\displaystyle \scriptstyle N} utenti distribuiti con antenna singola e {\displaystyle \scriptstyle n_{R}} stazioni base ad antenna singola distribuita (BS). Seguendo il modello di sistema MIMO a dissolvenza piatta a banda stretta ben consolidato, la relazione input-output può essere data come
{\displaystyle \mathbf {y} =\mathbf {H} \mathbf {x} +\mathbf {n} }
dove {\displaystyle \scriptstyle \mathbf {y} } e {\displaystyle \scriptstyle \mathbf {x} } sono rispettivamente i vettori di ricezione e trasmissione e {\displaystyle \scriptstyle \mathbf {H} } e {\displaystyle \scriptstyle \mathbf {n} } sono rispettivamente la matrice del canale della macrodiversità e il vettore di rumore AWGN spazialmente non correlato. Si presume {\displaystyle \scriptstyle N_{0}} sia la densità spettrale di potenza del rumore AWGN. L' {\displaystyle \scriptstyle i,j}-esimo elemento di {\displaystyle \scriptstyle \mathbf {H} }, {\displaystyle h_{ij}} rappresenta il coefficiente di dissolvenza del {\displaystyle \scriptstyle i,j}-esimo legame costitutivo che in questo caso particolare, è il collegamento tra il {\displaystyle \scriptstyle j}-esimo utente e l'{\displaystyle \scriptstyle i}-esima stazione base. Nello scenario della macrodiversità
{\displaystyle E\left\{\left|h_{ij}\right|^{2}\right\}=g_{ij}\quad \forall i,j} ,
dove {\displaystyle \scriptstyle g_{i,j}} è chiamato guadagno di collegamento medio che fornisce un SNR di collegamento medio di {\displaystyle \scriptstyle {\frac {g_{ij}}{N_{0}}}} . La matrice del profilo di potere della macrodiversità  può quindi essere definita come
{\displaystyle \mathbf {G} ={\begin{pmatrix}g_{11}&\dots &g_{1N}\\g_{21}&\dots &g_{2N}\\\dots &\dots &\dots \\g_{n_{R}1}&\dots &g_{n_{R}N}\\\end{pmatrix}}.}
La relazione input-output originale può essere riscritta in termini di profilo di potenza della macrodiversità e della cosiddetta matrice di canale normalizzata, {\displaystyle \mathbf {H} _{w}}, come
{\displaystyle \mathbf {y} =\left(\left(\mathbf {G} ^{\circ {\frac {1}{2}}}\right)\circ \mathbf {H} _{w}\right)\mathbf {x} +\mathbf {n} } .
dove {\displaystyle \mathbf {G} ^{\circ {\frac {1}{2}}}} è la radice quadrata per elemento di {\displaystyle \mathbf {G} }, e l'operatore, {\displaystyle \circ }, rappresenta la moltiplicazione di Hadamard (vedi prodotto Hadamard ). L'{\displaystyle \scriptstyle i,j}-esimo elemento di {\displaystyle \mathbf {H} _{w}}, {\displaystyle h_{w,ij}}, soddisfa la condizione data da
{\displaystyle E\left\{\left|h_{w,ij}\right|^{2}\right\}=1\quad \forall i,j} .
È stato dimostrato che esiste un legame funzionale tra la matrice del profilo di potere permanente della macrodiversità {\displaystyle \mathbf {G} } e le prestazioni dei sistemi di macrodiversità multiutente in dissolvenza.  Sebbene sembri che la macrodiversità si manifesti solo nel profilo di potenza, i sistemi che si basano sulla macrodiversità avranno tipicamente altri tipi di vincoli di potenza di trasmissione (ad esempio, ogni elemento di {\displaystyle \mathbf {x} } ha una potenza media limitata) e diversi set di trasmettitori/ricevitori coordinati quando si comunica con utenti diversi.  Si noti che la relazione ingresso-uscita sopra descritta può essere facilmente estesa al caso quando ogni trasmettitore e/o ricevitore possiedono più antenne.